# 林多努普利
林多努普利（日语： Nito-nupuri）是日本北海道一座跨越虻田郡俱知安町和磯谷郡蘭越町的休眠火山，標高1080公尺，是新雪谷連峰東山系的一部分，同時也是新雪谷積丹小樽海岸國定公園的一部分。

## 概要

### 地質

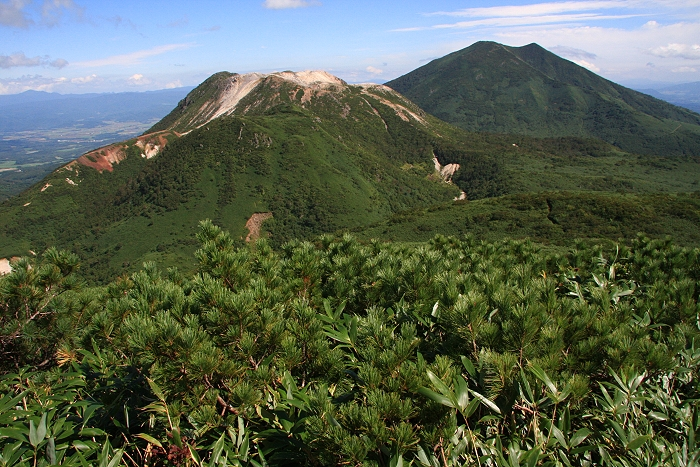
林多努普利山頂望向硫黃山和新雪谷安努普利

林多努普利的山名來自阿伊努語ni-tum-nupuri，意為「森林茂密的山」。約30万年前（第四紀更新世）有過火山活動，形成了南峰和北峰（山頂）的雙耳峰形狀。山頂部是一個盾狀的火山穹丘，在新雪谷連峰中屬於新期火山。

### 水系
林多努普利山體附近有大沼等多個湖沼，此外，與棲舍努普利的鞍部南側發源有新雪谷安別二號川，該河最終匯入尻別川。

## 登山
登山者多採用「林多安普利－硫黃山」的路線進行攀登。登山口位於北海道道66號岩内洞爺線在共和町和蘭越町的峠，是和棲舍努普利的共同登山口。登山口標高832公尺，登山道長0.96公里。上山正常人約花費45分鐘，下山約花費35分鐘。因山上多強風且途中沒有飲水處，後志綜合振興局呼籲登山者需充分注意水分補給和防寒。

## 災害
林多努普利冬季多大雪，非常容易發生雪崩。2009年2月，其南側發生雪崩，造成4人不同程度地受傷。

## 交通

### 鐵道
- JR北海道函館本線新雪谷站

### 道路
- 北海道道66號岩内洞爺線

## 鄰近山峰
- 魏斯峰（1045.8公尺）
- 硫黃山（1116公尺）
- 棲舍努普利（1134.2公尺）
- 石楠花岳（1074公尺）